# Opuntia viridirubra
Opuntia viridirubra ist eine Pflanzenart in der Gattung der Opuntien (Opuntia) aus der Familie der Kakteengewächse (Cactaceae). Das Artepitheton viridirubra leitet sich von den lateinischen Worten viridis für ‚grün‘ sowie ruber für ‚rot‘ ab und verweist auf die grünen Triebabschnitte mit ihrer rötlichen Musterung.

## Beschreibung
Opuntia viridirubra wächst strauchig mit mehreren aufrechten oder ausgespreizten Zweigen und erreicht Wuchshöhen von 30 bis 40 Zentimeter. Die dunkelgrünen elliptischen Triebabschnitte sind 6 bis 20 Zentimeter lang, 2,5 bis 4 Zentimeter breit und bis zu 1 Zentimeter dick. Die darauf befindlichen weißen Areolen stehen 1,5 bis 3 Zentimeter voneinander entfernt. Ihre Glochiden sind gelblich. Die ein bis drei nadeligen Dornen sind bräunlich gelb und 2 bis 4 Zentimeter lang. Der obere Dorn ist abstehend, der untere abwärts gebogen.
Die zitronengelben Blüten erreichen eine Länge von 4,5 bis zu 5,5 Zentimeter. Die birnenförmigen dunkelroten Früchte sind bis zu 3,5 Zentimeter lang.

## Verbreitung und Systematik
Opuntia viridirubra ist im brasilianischen Bundesland Rio Grande do Sul verbreitet. 
Die Erstbeschreibung als Platyopuntia viridirubra wurde 1979 von Friedrich Ritter veröffentlicht. Pierre Josef Braun und Eddie Esteves Pereira stellten die Art 1995 in die Gattung Opuntia.

## Nachweise